# Ibrahim Xah Xarki
Xams al-Din Ibrahim Xah Xarki fou el tercer sultà (salatin al-shark) de Jaunpur (1401-1440). Es pensa que era habshi (negre).
Va succeir al seu germà gran Màlik Karanful o Mubàrak Xah (1399-1401) i com aquest era fill adoptiu del primer sultà eunuc Malik Sarwar Khwadja-i Djahan (1394-1399). El seu domini abraçava des de Koil (després Aligarh) i Etawah a l'oest fins a Bihar i Tirhut a l'est. Va consolidar el poder de l'estat tant militarment com culturalment; va conquerir Kanauj i Sambhal el 1407, i fins i tot va intentar conquerir el mateix any Delhi però va desistir quan va saber que Muzaffar Xah I de Gujarat avançava cap a Delhi per ajudar al sultà Mahmud Xah III Tughluk. En els seus atacs a altre possessions de Delhi, com Bayana, va fracassar.
Va intervenir a Bengala on governava la dinastia Ganesh i va obligar el sobirà Raja Ganesh (governava a alguns territoris des de 1409 i a Bengala des del 1415, i fins al 1418)a criar al seu fill en la fe islàmica amb l'ajut del xaykh de Pandua Nur Kutb al-Alam.
Kalpi, nominalment del sultanat de Delhi, fou atacada el 1431 al mateix moment que l'atacava Huixang Xah Ghuri de Malwa; les forces d”Ibrahim Xarki foren atacades prop de la ciutat però es van poder retirar i el governador de Kalpi, Kadir Khan, va entregar la fortalesa a Hushang i fou ratificat en el càrrec.
El 1432 va tornar a Bengala i el sultà Xams al-Din Ahmad (1431-1436) encara de la dinastia Ganesh, va demanar ajut a Xah Rukh, fill de Tamerlà.
Va morir el 1440 i el va succeir Mahmud Xah Xarki.
Va ser patró de les arts i les lletres i va edificar notables monuments a la seva capital, el principal dels quals és la masdjid Afala.